# Kirchheimer SC
Der Kirchheimer SC ist ein Sportverein aus Kirchheim im östlichen Landkreis München. Er organisiert in den elf Abteilungen Fußball, Handball, Leichtathletik, Ski- und Bergsport, Gymnastik & Fitness, Kinderturnen, Trekking, Badminton, Karate, Tanzsport und Stockschießen. Damit ist er einer der größten Sportvereine des Landkreises München.

## Fußball
Die Abteilung Fußball ist eine der erfolgreichsten und zugleich die größte des KSC. In knapp 20 Jugend-, fünf Herren- sowie einer Damenmannschaft messen sich die Spieler im Wettbewerb. Die erste Herrenmannschaft spielt in der Saison 2023/24 in der Bayernliga, alle Heimspiele finden auf der Sportanlage am Merowinger Hof statt.
Zugleich richtet die Abteilung auch internationale Jugendturniere wie den C+R Cup (ehem. OMV-Cup) aus, zu dem früher namhafte Vereine wie der FC Bayern München, SK Sturm Graz oder Ferencvaros Budapest anreisten. Heute hat der Cup ein etwas regionaleres Teilnehmerfeld.
Der Präsident des BFV und mehrmalige Interimspräsident des DFB, Rainer Koch, spielte in jungen Jahren für die erste Mannschaft des Kirchheimer SC. Danach war er für den Verein als Schiedsrichter aktiv.
In der Saison 2023/24 geht der Kirchheimer SC mit insgesamt 28 Teams im aktiven Spielbetrieb an den Start. Davon bilden fünf Juniorenmannschaften im Kleinfeldbereich, elf Juniorenmannschaften im Großfeldbereich und drei Juniorinnenteams sowie der Fußballkindergarten den Jugendbereich. Im Erwachsenenbereich gehen es insgesamt drei Herrenmannschaften, eine Damenmannschaft in einer Spielgemeinschaft mit dem FC Aschheim sowie drei Seniorenteams, von denen die E-Senioren ebenfalls mit den FC Aschheim eine Spielgemeinschaft bilden, an den Start.

### Erste Herrenmannschaft
Bis Ende der 2000er-Jahre spielte die erste Herrenmannschaft im unteren Amateurbereich in der Kreisklasse und Kreisliga. 2009 gelang dem Verein erstmals der Aufstieg in die Bezirksliga und der Durchmarsch in die Bezirksoberliga. 2012 wurde die Bezirksoberliga im Zuge der Regionalligareform aufgelöst und "die Erste" wurde in die sechstklassige Landesliga Südost eingeteilt. 2016 stieg die Mannschaft nach verlorener Relegation in die Bezirksliga Oberbayern Ost ab. 
Seit dem Wiederaufstieg 2019 spielte die erste Mannschaft in der sechstklassigen Landesliga Südost. 2022/23 schaffte sie es am 34. Spieltag, mit einem 4:0-Sieg gegen die TuS Holzkirchen Meister zu werden und sich so erstmals den direkten Aufstieg in die Bayernliga Süd zu sichern. 
Trainer ist Steven Toy mit seinen Co-Trainern Ricardo Jacobi und dem ehemaligen Profi Korbinian Vollmann.

## Leichtathletik
Mit Fertigstellung der Sportanlage am Merowinger Hof wurde die Leichtathletikabteilung 1980 gegründet. Seitdem gelangen den Kirchheimer Athleten mehrere Teilnahmen und Erfolge bei sowohl bayerischen, deutschen als auch Europameisterschaften. Prägende Figur dieser Erfolge war Ursel Rechenmacher. Auch in den letzten Jahren stellte die Abteilung immer wieder Teilnehmer an bayerischen und deutschen Meisterschaften. Als größter Erfolg ist hier der Gewinn der deutschen Hallenmeisterschaft 2022 im Kugelstoßen durch Christian Zimmermann zu nennen.

## Handball

### Kirchheimer SC
Seit Ende der 1980er Jahre bietet der KSC auch die Möglichkeit, in Kirchheim Handball zu spielen. Ihre bisher erfolgreichste Zeit durchlebte die Abteilung zwischen 2007 und 2014, wo sie zusammen mit dem SV Anzing bei den Herren sowie in der männlichen Jugend als HSG Kirchheim-Anzing bis in die Bayernliga aufstieg. Nach Auflösung der Spielgemeinschaft tritt der Kirchheimer SC mit seinen Herren- und Damenmannschaften wieder in den Ligen des Bezirks Oberbayerns an, zudem nehmen derzeit acht Nachwuchsmannschaften von den Bambini bis zur A-Jugend am Spielbetrieb teil.

### SV Anzing
Der SV Anzing (Handball) ist ein Sportverein aus Anzing im oberbayerischen Landkreis Ebersberg. Der größte Erfolg der Anzinger war bisher neben der „Südostbayerischen Meisterschaft“ die Teilnahme an den Aufstiegsspielen zur 3. Liga (Handball). 2018 waren die Anzinger Handballer BHV-Pokalfinalist und mussten sich nur gegen den TSV Friedberg geschlagen geben. Größter Erfolg der Damen war der Aufstieg in die Bezirksoberliga (Obb.).Die SV Handballer nehmen derzeit mit 3 Herrenmannschaften, einem Damenteam und 11 Nachwuchsmannschaften am Spielbetrieb des Bayerischen Handballverbandes (BHV) teil. Die erste Herrenmannschaft spielt 2022/23 in der viertklassigen Handball-Bayernliga und das erste Damenteam in der oberbayerischen Bezirksliga. Der SVA trägt seine Heimspiele im Sportzentrum Anzing aus.

#### Erfolge
| HSG Kirchheim-Anzing - Aufstieg in die Bayernliga (4. Liga) 2014 - Südbayerischer Landesligameister 2014 - Aufstieg in die Landesliga 2012 - Oberbayerischer Meister 2012 | SV Anzing - Bayerischer Vizemeister (4. Liga) 2022 - Südostbayerischer Meister (4. Liga) 2022 - Aufstieg in die Bayernliga (4. Liga) 2019, 2024 - Südbayerischer Landesligameister 2019, 2024 |

## Sportanlagen
Fußballer wie Leichtathleten des KSC tragen ihre Wettkämpfe traditionell an der Sportanlage des Merowinger Hofes aus, die Hallensportarten wie beispielsweise Handball oder Badminton nutzen die Turnhallen des Gymnasiums Kirchheim sowie der Grundschulen im Ort. Seit 2014 bestehen im neu erbauten Ursel-Rechenmacher-Haus Räumlichkeiten für Kraft-, Tanz- und Gymnastiksport.